# Плевен
Пле́вен (болг. Плевен; болг. дореф. Плѣвенъ; до начала XX века на русском языке город назывался Пле́вна - рус. дореф. Плѣвна) — город в северной части Болгарии, узел железнодорожных и автомобильных дорог, административный центр Плевенской области и общины Плевен.
Является крупным экономическим центром Северно-Центрального региона Болгарии.

## Географическое положение
Город расположен на Дунайской равнине, в 35 километрах от Дуная.

## История
В I—II вв. н. э. здесь, на месте ранее существовавшего фракийского поселения был основан древнеримский форпост Сторгозия (Storgosia), в дальнейшем превращённый в крепость.
В 441—448 годах крепость была разрушена гуннами, но затем восстановлена.
В начале IV века крепость и поселение были обнесены каменной крепостной стеной.
В конце VI — начале VII века крепость была разрушена славянами и аварами.
В IX веке на месте разрушенной крепости возникло славянское поселение.
В 1270 году город впервые упоминается в письменном источнике (под наименованием castrum Pleun).
В начале XV века город был осаждён и захвачен турками, включён в состав Дунайского вилайета, некоторое время оставался одним из центров болгарского сопротивления, но в дальнейшем стал административным центром Никопольского санджака.
В 1810 году, в ходе русско-турецкой войны 1806—1812 годов, город занял отряд генерал-майора М. С. Воронцова, который разрушил стены и цитадель находившейся здесь турецкой крепости.
В 1868 году город стал административным центром каймаканства.

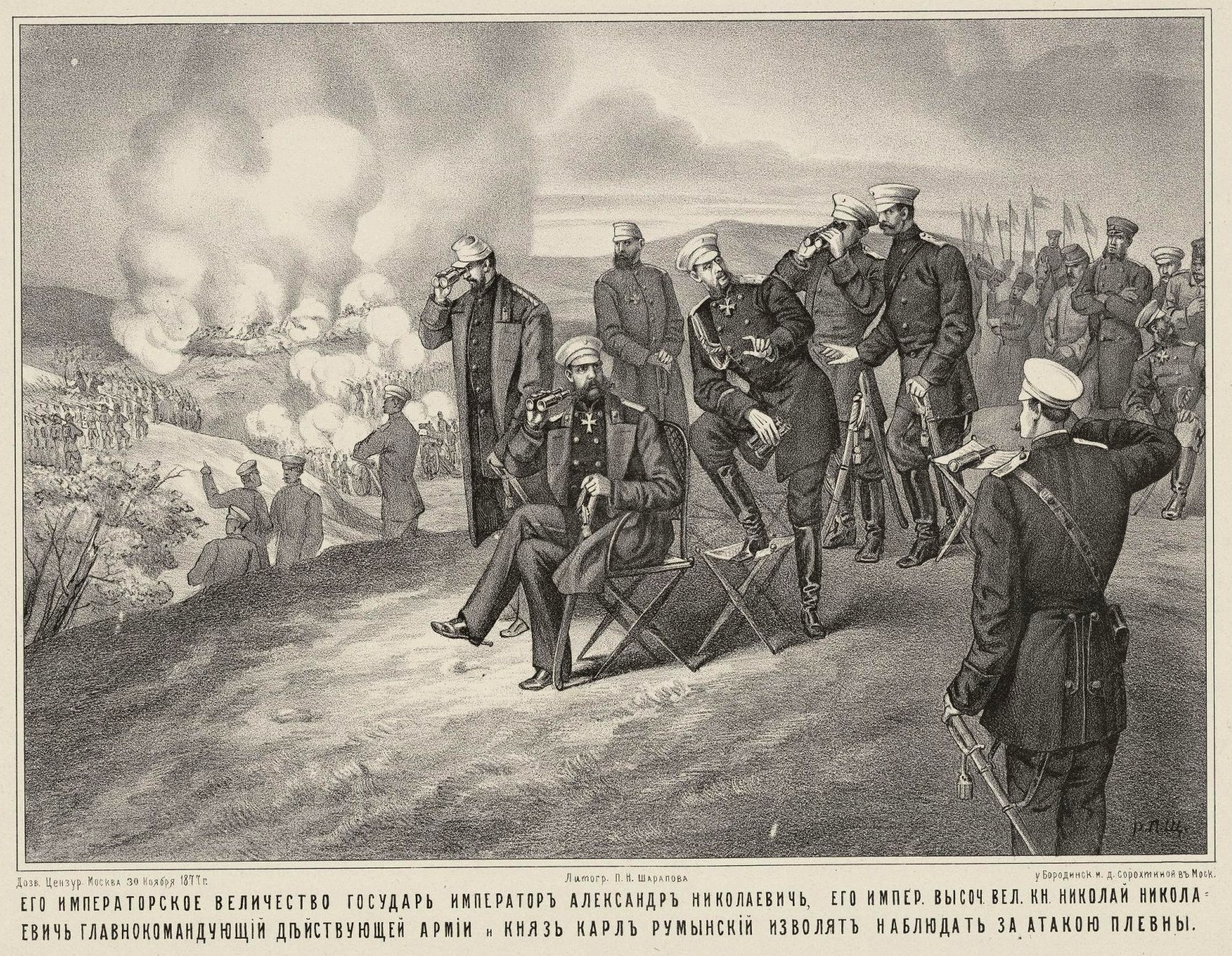
Болгария. Имп.Александр II со свитой наблюдает за атакой Плевны. Рис.1877г.

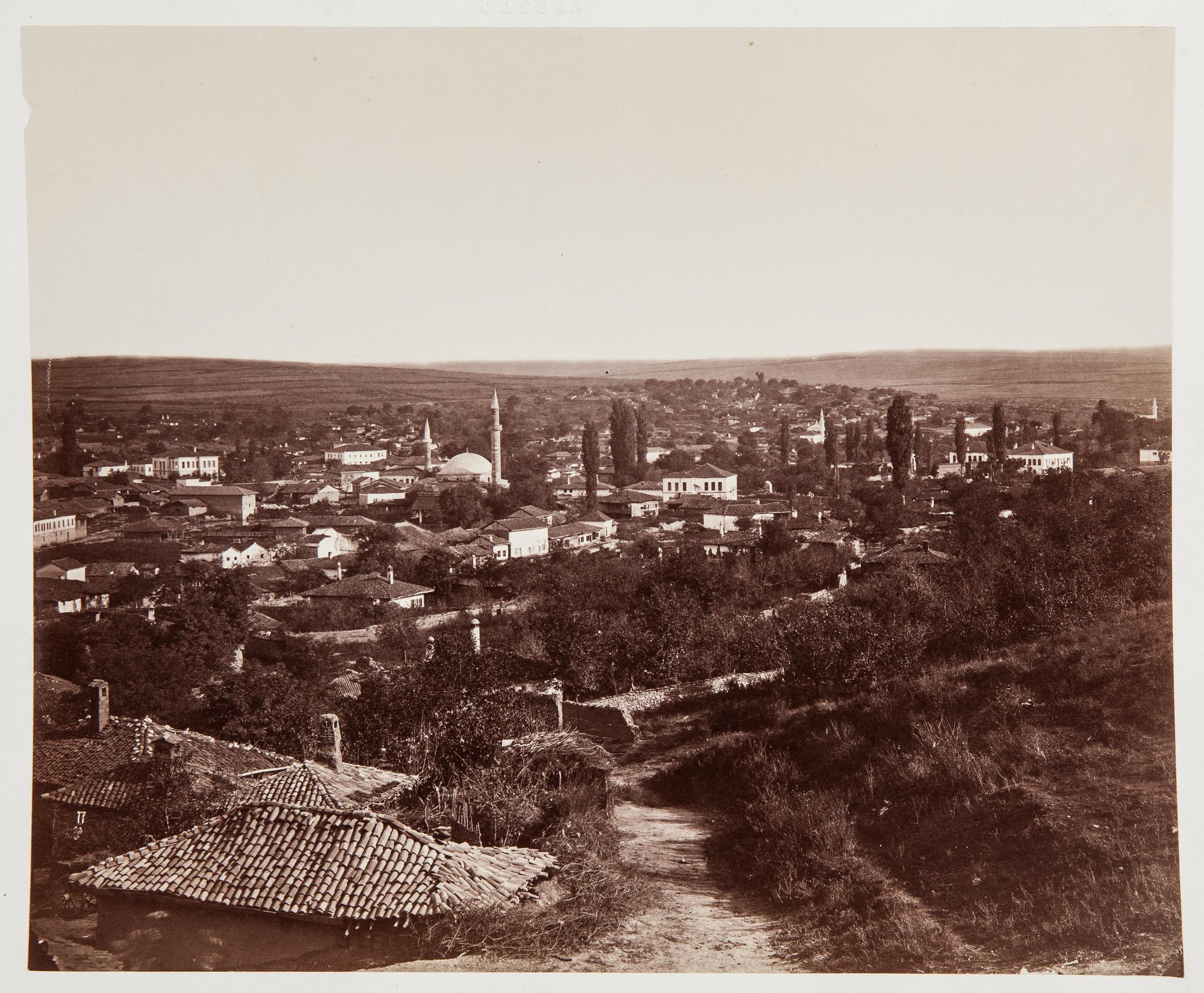
Панорама Плевны. Фото 1880-х гг.

После начала Русско-турецкой освободительной войны 1877—1878 гг. гарнизон города был усилен войсками Осман-паши, 7 июля 1877 года началась осада Плевны, турки трижды отбивали штурм  (осада продолжалась до капитуляции турецкого гарнизона 28 ноября 1877 и стала одним из крупнейших сражений войны).
В 1890 году в Плевене было открыто первое в Болгарии учебное заведение по подготовке специалистов в области виноделия и виноградарства (в дальнейшем преобразованное в Плевенский сельскохозяйственный техникум).
В 1899 году через город прошла железнодорожная линия.
После окончания второй мировой войны город являлся торгово-промышленным центром, основу экономики которого составляли предприятия пищевой (мельницы, маслозаводы, винокуренные заводы) и лёгкой (хлопчатобумажной и льняной) промышленности, также здесь производили сельскохозяйственные машины, цемент и керамику.
В 1947 году здесь был создан крупный консервный комбинат (държавен консервен комбинат «Георги Кирков»).
В 1949 году город стал центром округа.
В 1952 году здесь был построен стадион «Плевен».
В 1970е — 1980е годы Плевен являлся крупным центром машиностроительной, цементной, стекольной, текстильной и пищевкусовой промышленности.
В 1999 году город стал центром области.

## Население
Плевен является седьмым по численности населения городом в Болгарии и третьим по величине городом в северной части Болгарии (после Варны и Русе).
| Год  | Население |
| ---- | --------- |
| 1946 | 39 059    |
| 1987 | 132 тыс.  |
| 1992 | 130 812   |
| 2000 | 120 591   |
| 2005 | 115 354   |
| 2016 | 103 350   |

## Политическая ситуация
Кмет (мэр) общины Плевен — Георг Спартански по результатам выборов 2015 года

## Наука и образование
В 1944 в городе был открыт институт виноградарства и энологии, в 1954 году — институт кормовых культур, в 1974 году — Плевенский медицинский университет.

## Достопримечательности
Художественный комплекс-панорама «Плевенская эпопея 1877» — музей, посвящённый освобождению Болгарии от Османского ига. Он был открыт 10 декабря 1977 года, в день, когда Плевен отметил 100-летие своего освобождения. Памятник расположен на территории парка-музея им. Скобелева, на поле боя, возле турецкого укрепления «Кованлык», взятого отрядом генерал-лейтенанта М.Д.Скобелева 11 сентября 1877 года.
Мавзолей Св. Георгия Победоносца в Плевене построен в неовизантийском стиле в 1903 - 1907 гг. в память о русских и румынских воинах, погибших в ходе осады Плевны во время русско-турецкой войны 1877 - 1878 гг. на пожертвования жителей Болгарии.
Региональный исторический музей, официально основанный в 1953 году, в 1984 году переехал в своё нынешнее здание, которое было построено в 1884-1888 гг. итальянцами в качестве казармы. Музей стал региональным 1 июля 2000 года, охватив Плевенскую и Ловечскую области.
Музей вина. Коллекция вин музея принадлежит Пламену Петкову, крупному местному владельцу виноградников, который вложил более 300 000 долларов США в системы контроля температуры, полы и освещение пещеры, в которой расположен музей.
Также в городе можно посетить памятник Тотлебену и Исторический музей «Освобождения Плевны в 1877 году».

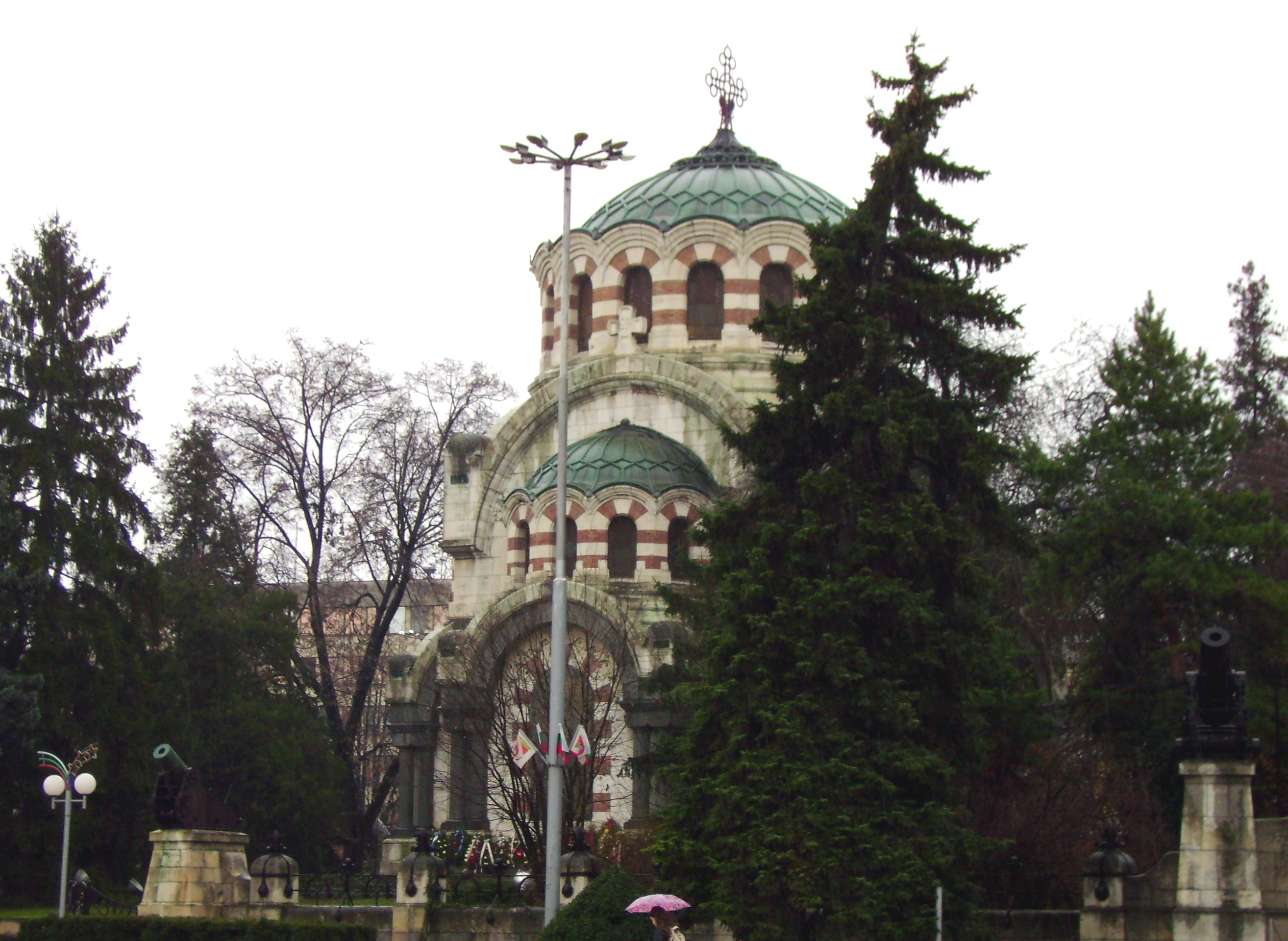
Мавзолей
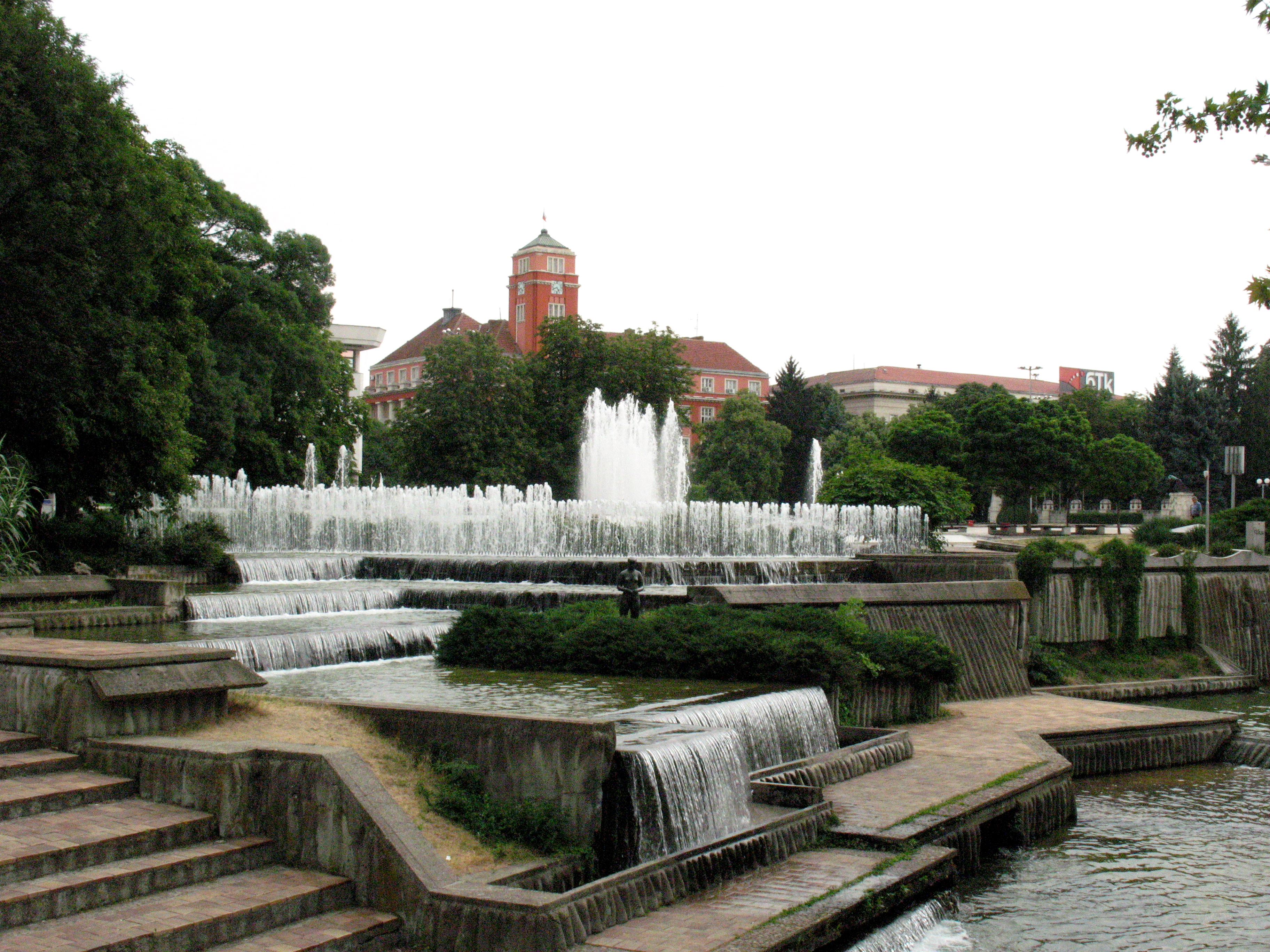
Центральная площадь
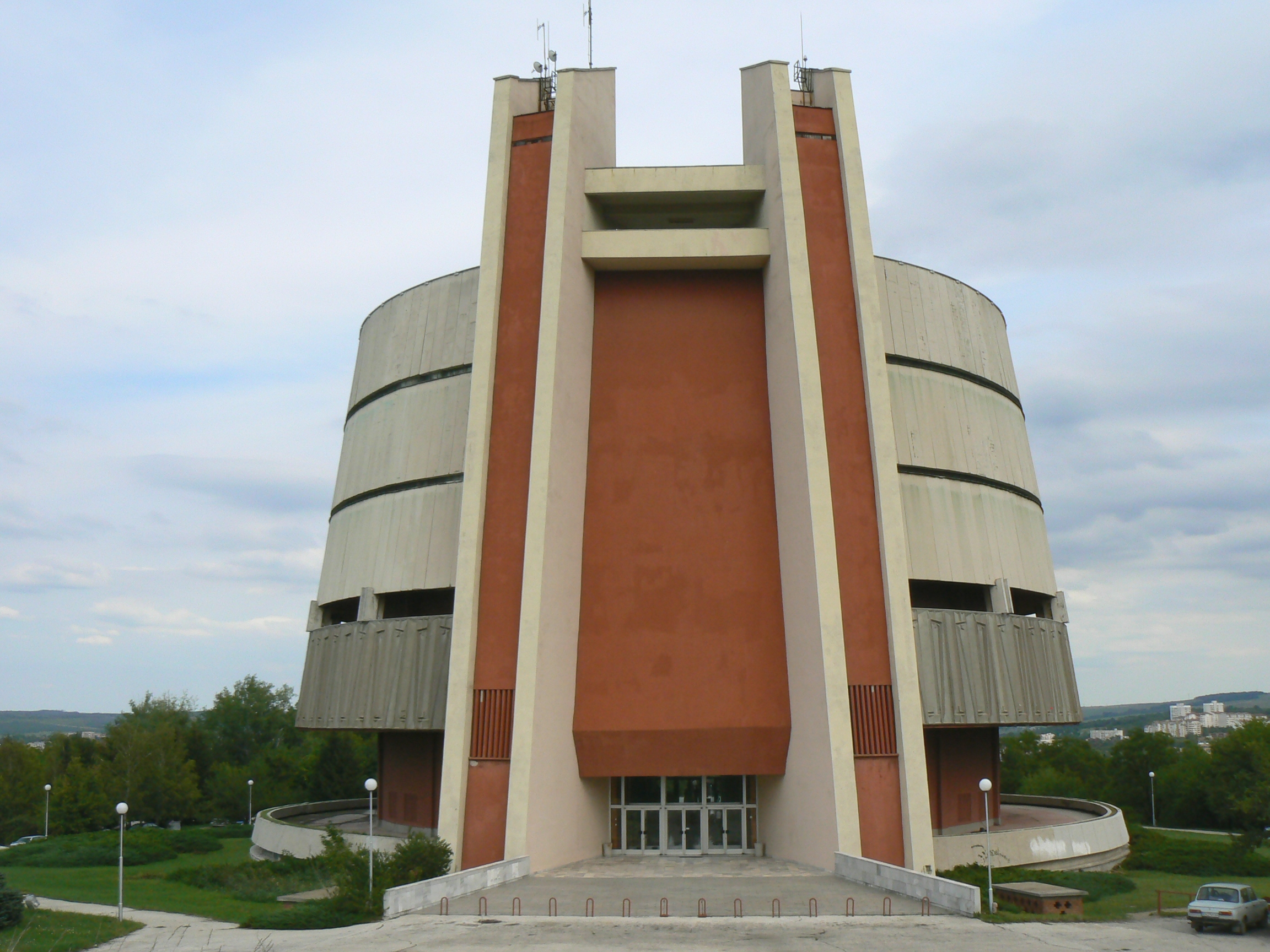
Плевенская панорама

## Города-побратимы
Город Плевен поддерживает сотрудничество со следующими городами и административными единицами:
- Брест, Белоруссия
- Агадир, Марокко
- Цзиньчжоу, Ляонин, Китай
- Брэила, Румыния
- Понта-Делгада, Азорские острова, Португалия
- Бурса, Турция
- Волос, Греция
- Эдеса, Греция
- Черновцы, Украина
- Янчжуан, Китай
- Сеговия, Испания
- Битола, Северная Македония
- Кавадарци, Северная Македония
- Кайзерслаутен, Германия
- Горни-Милановац, Сербия
- ЦАО г. Москва, Россия
- Плоцк, Польша
- Ростов-на-Дону, Россия
- Шарлотсвилл, Виргиния, США

## Известные уроженцы
- Эмил Димитров (1940 — 2005), известный болгарский певец и композитор, которого называют „Королём болгарской поп-музыки“. Он записал в 1970 году песню, посвящённую городу: Песен за Плевен.
- Катя Асенова Попова (1924 — 1966) — оперная певица. Народная артистка Народной Республики Болгария. Лауреат Димитровской премии I степени.